# Elixane Lechemia
Elixane Lechemia (ur. 3 września 1991 w Villeurbanne) – francuska tenisistka.

## Kariera tenisowa
W zawodach cyklu WTA Tour Francuzka wygrała jeden turniej w grze podwójnej. W karierze wygrała też cztery turnieje singlowe i szesnaście deblowych rangi ITF. 3 kwietnia 2017 zajmowała najwyższe miejsce w rankingu singlowym WTA Tour – 343. pozycję, natomiast 7 marca 2022 osiągnęła najwyższą lokatę w deblu – 65. miejsce.
W 2019 roku podczas French Open zadebiutowała w zawodach wielkoszlemowych, odpadając w pierwszej rundzie turnieju gry podwójnej.
W sezonie 2021 zwyciężyła w zawodach w Bogocie. Razem z Ingrid Neel pokonały w meczu mistrzowskim Mihaelę Buzărnescu i Annę-Lenę Friedsam wynikiem 6:3, 6:4.

## Finały turniejów WTA
| Legenda                   | Legenda |
| ------------------------- | ------- |
| Wielki Szlem              |         |
| Igrzyska olimpijskie      |         |
| WTA Tour Championships    |         |
| od 2021                   |         |
| WTA 1000 (obowiązkowe)    |         |
| WTA 1000 (nieobowiązkowe) |         |
| WTA 500                   |         |
| WTA 250                   |         |
| WTA 125                   |         |

### Gra podwójna 2 (1–1)
| Końcowy wynik | Nr | Data             | Turniej | Nawierzchnia | Partnerka     | Przeciwniczki                         | Wynik finału      |
| ------------- | -- | ---------------- | ------- | ------------ | ------------- | ------------------------------------- | ----------------- |
| Zwyciężczyni  | 1. | 10 kwietnia 2021 | Bogota  | Ceglana      | Ingrid Neel   | Mihaela Buzărnescu Anna-Lena Friedsam | 6:3, 6:4          |
| Finalistka    | 1. | 6 sierpnia 2023  | Praga   | Twarda       | Quinn Gleason | Nao Hibino Oksana Kalasznikowa        | 7:6(7), 5:7, 3–10 |

## Finały turniejów WTA 125

### Gra podwójna 5 (1–4)
| Końcowy wynik | Nr | Data              | Turniej    | Nawierzchnia | Partnerka               | Przeciwniczki                        | Wynik finału      |
| ------------- | -- | ----------------- | ---------- | ------------ | ----------------------- | ------------------------------------ | ----------------- |
| Finalistka    | 1. | 26 listopada 2022 | Montevideo | Ceglana      | Quinn Gleason           | Ingrid Gamarra Martins Luisa Stefani | 5:7, 7:6(6), 6–10 |
| Zwyciężczyni  | 1. | 11 sierpnia 2023  | Kozerki    | Twarda       | Katarzyna Kawa          | Naiktha Bains Maia Lumsden           | 6:3, 6:4          |
| Finalistka    | 2. | 10 września 2023  | Bari       | Ceglana      | Walendini Gramatikopulu | Katarzyna Kawa Anna Sisková          | 1:6, 2:6          |
| Finalistka    | 3. | 17 maja 2024      | Parma      | Ceglana      | Ingrid Gamarra Martins  | Irina Chromaczowa Anna Danilina      | 1:6, 2:6          |
| Finalistka    | 4. | 5 kwietnia 2025   | Antalya    | Ceglana      | Alicia Barnett          | Anna Bondár Simona Waltert           | 5:7, 6:2, 6–10    |

## Wygrane turnieje rangi ITF
| turnieje z pulą nagród 100 000 $ |
| turnieje z pulą nagród 80 000 $  |
| turnieje z pulą nagród 60 000 $  |
| turnieje z pulą nagród 25 000 $  |
| turnieje z pulą nagród 15 000 $  |
| turnieje z pulą nagród 10 000 $  |

### Gra pojedyncza
|    | Data       | Turniej      | Naw.          | Przeciwniczka    | Wynik         |
| 1. | 19/09/2010 | Lleida       | Ceglana       | Nadija al-Alami  | 7:6(3), 6:1   |
| 2. | 29/05/2016 | Antalya      | Twarda        | Yuliana Lizarazo | 6:3, 3:6, 6:4 |
| 3. | 17/09/2016 | Pétange      | Twarda (hala) | Magali Kempen    | 6:3, 6:0      |
| 4. | 30/10/2016 | Loughborough | Twarda (hala) | Petra Krejsová   | 7:5, 6:1      |